# Гороховодацький Сергій Олексійович
Сергій Олексійович Гороховодацький (каз. Сергей Алексеевич Гороховодацкий, рос. Сергей Алексеевич Гороховодацкий; 31 грудня 1949, Свердловськ — 21 травня 2022) — радянський футболіст, який виступав на позиції нападника, та радянський і казахський футбольний тренер.

## Клубна кар'єра
Сергій Гороховодацький народився у Свердловську, та розпочав займатися футболом у місцевій ДЮСШ при футбольному клубі «Уралмаш». З 1966 року знаходився у складі свердловського клубу, дебютував у основному складі в 1968 році, а наступного року зіграв 1 матч у вищій лізі. Після вибуття «Уралмаша» з вищої ліги в 1970 році молодий футболіст покинув рідну команду, та грав спочатку в команді «Іртиш» з Омська, а пізніше за «Восток» з Усть-Каменогорська. У 1971—1972 роках Гороховодацький грав у команді «Нафтовик» з Тюмені, де на другому році виступів уперше виявив свої бомбардирські здібності, відзначившись 10 забитими м'ячами у виступах у зоні другої ліги СРСР. У 1973 році Сергій Гороховодацький знову став гравцем «Востока», у якому продовжив відзначатися бомбардирським здібностями, візначившись за 4 неповних сезони 43 забитими м'ячами. На початку сезону 1976 року Гороховодацький перейшов до складу алматинського «Кайрата», у складі якого став у цьому ж сезоні переможцем першої ліги, за неповний сезон встигши відзначитись 14 забитими м'ячами. Наступний сезон футболіст пропустив у зв'язку із травмою, у вищій лізі за «Кайрат» грав у сезонах 1978 і 1979 років. Під час сезону 1979 року у зв'язку із наслідками травми Гороховодацький перейшов до свого колишнього клубу «Восток», у якому грав до кінця 1981 року, збільшивши свій бомбардирський доробок ще на 55 м'ячів. У 1982 році Сергій Гороховодацький був граючим тренером клубу «Спартак» із Семипалатинська, після чого завершив виступи на футбольних полях.

## Тренерська кар'єра
Сергій Гороховодацький розпочав тренерську кар'єру ще під час виступів на футбольних полях, у 1981 році ставши граючим тренером клубу «Восток». наступного року він став граючим тренером клубу «Спартак» (Семипалатинськ). У 1983 році Гороховодацький уперше самостійно очолив клуб другої ліги «Авангард» з Петропавловська. в якому працював до кінця сезону 1984 року. У 1985 році він повернувся до клубу «Спартак» із Семипалатинська, де ще на деякий час відновив ігрову кар'єру, а в 1986 році знову стає його граючим тренером.
Наприкінці 1986 року Сергій Гороховодацький стає головним тренером усть-каменогорського «Востока». На цій посаді він виграв із командою зону другої ліги в 1990 році. У 1992 році Гороховодацький продовжує роботу в клубі «Восток» уже як у команді вищої ліги Казахстану, у 1994 році стає разом із командою володарем Кубка Казахстану. У 1995—1996 роках одночасно був головним тренером олімпійської збірної Казахстану. У 1998 році Сергій Гороховодацький був головним тренером збірної Казахстану, очолював збірну на Азійських іграх 1998 року. У 1999—2000 роках Гороховодацький очолював «Женіс» з Астани, у 2000 році перемігши як у чемпіонаті країни, так і в розіграші Кубка країни. у 2001 році Гороховодацький працював у «Женісі» одним із тренерів клубу. У 2001—2003 роках він очолював карагандинський «Шахтар», проте особливих успіхів з командою не досяг.
У 2004 році Сергій Гороховодацький знову очолив усть-каменогорський «Восток», у якому працював до 2006 року. У 2006 році очолив клуб казахського вищого дивізіону «Кайсар», у якому працював до 2007 року. У 2009 році очолював молодіжну збірну Казахстану. З 2010 до 2011 року Гороховодацький очолював молодіжну збірну Сіньцзян-Уйгурського автономного району.

## Досягнення

### Як гравець
- Переможець першої ліги СРСР — 1976

### Як тренер
- Переможець зонального турніру другої ліги — 1990
- Чемпіонат Казахстану: 2000
- Володар Кубка Казахстану: 1994, 2000